# 216 (číslo)
Dvě stě šestnáct je přirozené číslo, které následuje po čísle dvě stě patnáct a předchází číslu dvě stě sedmnáct. Římskými číslicemi se zapisuje CCXVI a řeckými číslicemi σιϛ.

## Matematika
216 je:
- Abundantní číslo
- Nešťastné číslo
- Nepříznivé číslo
- Součet prvočísel tvořících prvočíselnou dvojici (107 + 109)
- Nejmenší třetí mocnina přirozeného čísla, která je součtem jiných tří třetích mocnin:

{\displaystyle 216=3^{3}+4^{3}+5^{3}=6^{3}}

## Astronomie
- (216) Kleopatra je planetka hlavního pásu, kterou objevil v roce 1880 Johann Palisa

## Ostatní
- +216 je mezinárodní telefonní předvolba Tuniska

## Roky
- 216
- 216 př. n. l.